# Llista d'asteroides/162101-162200
| Nom      | Designació provisional | Data de descobriment   | Lloc de descobriment | Descobridor/s                    |
| -------- | ---------------------- | ---------------------- | -------------------- | -------------------------------- |
| 162101 - | 1998 QR85              | 24 d'agost de 1998     | Socorro              | LINEAR                           |
| 162102 - | 1998 QV95              | 19 d'agost de 1998     | Socorro              | LINEAR                           |
| 162103 - | 1998 RS1               | 14 de setembre de 1998 | Catalina             | CSS                              |
| 162104 - | 1998 RM7               | 12 de setembre de 1998 | Kitt Peak            | Spacewatch                       |
| 162105 - | 1998 RZ22              | 14 de setembre de 1998 | Socorro              | LINEAR                           |
| 162106 - | 1998 RE23              | 14 de setembre de 1998 | Socorro              | LINEAR                           |
| 162107 - | 1998 RQ26              | 14 de setembre de 1998 | Socorro              | LINEAR                           |
| 162108 - | 1998 RH36              | 14 de setembre de 1998 | Socorro              | LINEAR                           |
| 162109 - | 1998 RE39              | 14 de setembre de 1998 | Socorro              | LINEAR                           |
| 162110 - | 1998 RQ63              | 14 de setembre de 1998 | Socorro              | LINEAR                           |
| 162111 - | 1998 RT76              | 14 de setembre de 1998 | Socorro              | LINEAR                           |
| 162112 - | 1998 RH79              | 14 de setembre de 1998 | Socorro              | LINEAR                           |
| 162113 - | 1998 RE80              | 14 de setembre de 1998 | Socorro              | LINEAR                           |
| 162114 - | 1998 SP9               | 17 de setembre de 1998 | Xinglong             | BAO Schmidt CCD Asteroid Program |
| 162115 - | 1998 SP10              | 19 de setembre de 1998 | Reedy Creek          | J. Broughton                     |
| 162116 - | 1998 SA15              | 21 de setembre de 1998 | Socorro              | LINEAR                           |
| 162117 - | 1998 SD15              | 23 de setembre de 1998 | Socorro              | LINEAR                           |
| 162118 - | 1998 SP19              | 20 de setembre de 1998 | Kitt Peak            | Spacewatch                       |
| 162119 - | 1998 SV34              | 26 de setembre de 1998 | Socorro              | LINEAR                           |
| 162120 - | 1998 SH36              | 27 de setembre de 1998 | Socorro              | LINEAR                           |
| 162121 - | 1998 SD61              | 17 de setembre de 1998 | Anderson Mesa        | LONEOS                           |
| 162122 - | 1998 SH63              | 26 de setembre de 1998 | Xinglong             | BAO Schmidt CCD Asteroid Program |
| 162123 - | 1998 SW67              | 19 de setembre de 1998 | Socorro              | LINEAR                           |
| 162124 - | 1998 SC69              | 19 de setembre de 1998 | Socorro              | LINEAR                           |
| 162125 - | 1998 SC81              | 26 de setembre de 1998 | Socorro              | LINEAR                           |
| 162126 - | 1998 SX83              | 26 de setembre de 1998 | Socorro              | LINEAR                           |
| 162127 - | 1998 SO85              | 26 de setembre de 1998 | Socorro              | LINEAR                           |
| 162128 - | 1998 SL87              | 26 de setembre de 1998 | Socorro              | LINEAR                           |
| 162129 - | 1998 SZ91              | 26 de setembre de 1998 | Socorro              | LINEAR                           |
| 162130 - | 1998 SP104             | 26 de setembre de 1998 | Socorro              | LINEAR                           |
| 162131 - | 1998 SL127             | 26 de setembre de 1998 | Socorro              | LINEAR                           |
| 162132 - | 1998 SA162             | 26 de setembre de 1998 | Socorro              | LINEAR                           |
| 162133 - | 1998 SH163             | 26 de setembre de 1998 | Socorro              | LINEAR                           |
| 162134 - | 1998 TJ24              | 14 d'octubre de 1998   | Kitt Peak            | Spacewatch                       |
| 162135 - | 1998 TE38              | 3 d'octubre de 1998    | Anderson Mesa        | LONEOS                           |
| 162136 - | 1998 UD5               | 22 d'octubre de 1998   | Caussols             | ODAS                             |
| 162137 - | 1998 UJ10              | 16 d'octubre de 1998   | Kitt Peak            | Spacewatch                       |
| 162138 - | 1998 UY13              | 23 d'octubre de 1998   | Kitt Peak            | Spacewatch                       |
| 162139 - | 1998 UL19              | 28 d'octubre de 1998   | Socorro              | LINEAR                           |
| 162140 - | 1998 UX28              | 18 d'octubre de 1998   | La Silla             | E. W. Elst                       |
| 162141 - | 1998 UQ40              | 28 d'octubre de 1998   | Socorro              | LINEAR                           |
| 162142 - | 1998 VR                | 10 de novembre de 1998 | Socorro              | LINEAR                           |
| 162143 - | 1998 VJ1               | 10 de novembre de 1998 | Socorro              | LINEAR                           |
| 162144 - | 1998 VZ32              | 11 de novembre de 1998 | Chichibu             | N. Sato                          |
| 162145 - | 1998 WH40              | 23 de novembre de 1998 | Kitt Peak            | Spacewatch                       |
| 162146 - | 1998 XW34              | 14 de desembre de 1998 | Socorro              | LINEAR                           |
| 162147 - | 1998 XV56              | 15 de desembre de 1998 | Socorro              | LINEAR                           |
| 162148 - | 1998 XJ80              | 15 de desembre de 1998 | Socorro              | LINEAR                           |
| 162149 - | 1998 YQ11              | 23 de desembre de 1998 | Socorro              | LINEAR                           |
| 162150 - | 1998 YF20              | 25 de desembre de 1998 | Kitt Peak            | Spacewatch                       |
| 162151 - | 1999 AS11              | 7 de gener de 1999     | Kitt Peak            | Spacewatch                       |
| 162152 - | 1999 AV13              | 8 de gener de 1999     | Kitt Peak            | Spacewatch                       |
| 162153 - | 1999 AP16              | 10 de gener de 1999    | Kitt Peak            | Spacewatch                       |
| 162154 - | 1999 AD20              | 13 de gener de 1999    | Kitt Peak            | Spacewatch                       |
| 162155 - | 1999 BV7               | 21 de gener de 1999    | Višnjan Observatory  | K. Korlević                      |
| 162156 - | 1999 BU28              | 18 de gener de 1999    | Kitt Peak            | Spacewatch                       |
| 162157 - | 1999 CV8               | 11 de febrer de 1999   | Socorro              | LINEAR                           |
| 162158 - | 1999 CZ9               | 15 de febrer de 1999   | Baton Rouge          | W. R. Cooney Jr., E. Kandler     |
| 162159 - | 1999 CV140             | 9 de febrer de 1999    | Kitt Peak            | Spacewatch                       |
| 162160 - | 1999 CR141             | 10 de febrer de 1999   | Kitt Peak            | Spacewatch                       |
| 162161 - | 1999 DK3               | 18 de febrer de 1999   | Socorro              | LINEAR                           |
| 162162 - | 1999 DB7               | 26 de febrer de 1999   | Socorro              | LINEAR                           |
| 162163 - | 1999 ER                | 6 de març de 1999      | Kitt Peak            | Spacewatch                       |
| 162164 - | 1999 EQ6               | 14 de març de 1999     | Kitt Peak            | Spacewatch                       |
| 162165 - | 1999 FT43              | 20 de març de 1999     | Socorro              | LINEAR                           |
| 162166 - | 1999 FW82              | 20 de març de 1999     | Apache Point         | SDSS                             |
| 162167 - | 1999 GH6               | 13 d'abril de 1999     | Višnjan Observatory  | K. Korlević                      |
| 162168 - | 1999 GT6               | 15 d'abril de 1999     | Socorro              | LINEAR                           |
| 162169 - | 1999 GB14              | 14 d'abril de 1999     | Kitt Peak            | Spacewatch                       |
| 162170 - | 1999 GA45              | 12 d'abril de 1999     | Socorro              | LINEAR                           |
| 162171 - | 1999 GC56              | 9 d'abril de 1999      | Kitt Peak            | Spacewatch                       |
| 162172 - | 1999 GQ58              | 7 d'abril de 1999      | Socorro              | LINEAR                           |
| 162173 - | 1999 JU3               | 10 de maig de 1999     | Socorro              | LINEAR                           |
| 162174 - | 1999 JS11              | 12 de maig de 1999     | Socorro              | LINEAR                           |
| 162175 - | 1999 JJ45              | 10 de maig de 1999     | Socorro              | LINEAR                           |
| 162176 - | 1999 JZ76              | 12 de maig de 1999     | Socorro              | LINEAR                           |
| 162177 - | 1999 JU102             | 13 de maig de 1999     | Socorro              | LINEAR                           |
| 162178 - | 1999 JT114             | 13 de maig de 1999     | Socorro              | LINEAR                           |
| 162179 - | 1999 JZ127             | 10 de maig de 1999     | Socorro              | LINEAR                           |
| 162180 - | 1999 KR5               | 20 de maig de 1999     | Bergisch Gladbach    | W. Bickel                        |
| 162181 - | 1999 LF6               | 10 de juny de 1999     | Socorro              | LINEAR                           |
| 162182 - | 1999 LY6               | 8 de juny de 1999      | Kitt Peak            | Spacewatch                       |
| 162183 - | 1999 NB5               | 13 de juliol de 1999   | Socorro              | LINEAR                           |
| 162184 - | 1999 NP22              | 14 de juliol de 1999   | Socorro              | LINEAR                           |
| 162185 - | 1999 NK27              | 14 de juliol de 1999   | Socorro              | LINEAR                           |
| 162186 - | 1999 OP3               | 22 de juliol de 1999   | Socorro              | LINEAR                           |
| 162187 - | 1999 QR2               | 31 d'agost de 1999     | Ondřejov             | L. Šarounová                     |
| 162188 - | 1999 RB2               | 6 de setembre de 1999  | Catalina             | CSS                              |
| 162189 - | 1999 RQ2               | 6 de setembre de 1999  | Catalina             | CSS                              |
| 162190 - | 1999 RP14              | 7 de setembre de 1999  | Socorro              | LINEAR                           |
| 162191 - | 1999 RX16              | 7 de setembre de 1999  | Socorro              | LINEAR                           |
| 162192 - | 1999 RY28              | 7 de setembre de 1999  | Socorro              | LINEAR                           |
| 162193 - | 1999 RO30              | 8 de setembre de 1999  | Socorro              | LINEAR                           |
| 162194 - | 1999 RP35              | 11 de setembre de 1999 | Višnjan Observatory  | K. Korlević                      |
| 162195 - | 1999 RK45              | 13 de setembre de 1999 | Socorro              | LINEAR                           |
| 162196 - | 1999 RL45              | 14 de setembre de 1999 | Socorro              | LINEAR                           |
| 162197 - | 1999 RA50              | 7 de setembre de 1999  | Socorro              | LINEAR                           |
| 162198 - | 1999 RM55              | 7 de setembre de 1999  | Socorro              | LINEAR                           |
| 162199 - | 1999 RU101             | 8 de setembre de 1999  | Socorro              | LINEAR                           |
| 162200 - | 1999 RY106             | 8 de setembre de 1999  | Socorro              | LINEAR                           |